# Gussie Mueller
Gussie Mueller (New Orleans, 1890. április 17. – Hollywood, 1965. december 16.) amerikai klarinétos.

## Pályakép
A New Orleans-i (Louisiana állam) születésű Mueller Papa Jack Laine zenekarainak kiváló klarinétosa volt New Orleansban.
1915 elején aztán Chicagóba ment Tom Brown zenekarával. Miután az első világháborúban a hadseregben szolgált, Kaliforniába költözött, és csatlakozott a korai Paul Whiteman Orchestrához, amellyel New Yorkba költözött. Segített abban, hogy a Whiteman-zenekar a dixieland stílushoz közelítsen. A Whiteman Orchestra egyik korai slágerlemeze azon kevés felvételek egyike, ahol Mueller kiemelkedően hallható (Wang Wang Blues). Mueller a Wang Wang tulajdonképpeni zeneszerzője volt. Whiteman szerint azonban Mueller vonakodott attól, hogy megtanuljon kottát olvasni, mert attól félt, hogy ez megrontja at ő „hot player” képességeit. 
1920 novemberében Mueller otthagyta a Whiteman zenekart. „Ti soha nem játsztok olyan bluest, ami ér is valamit.”
Mueller visszatért Kaliforniába, és csatlakozott régi barátjához, Ray Lopezhez az Abe Lyman Zenekarában. Mueller Los Angeles környékén maradt, és zenészként egészen az 1940-es évekig aktív volt. főleg rockabilly zenekarokkal lépett fel.
Aztán 1945-ben újra csatlakozott Whitemanhez a Capitol Records hollywoodi stúdiójában − a híres Wang-Wang Blues újrafelvétele miatt.

## Diszkográfia
- https://www.discogs.com/artist/1330477-Gus-Mueller